# Sóller

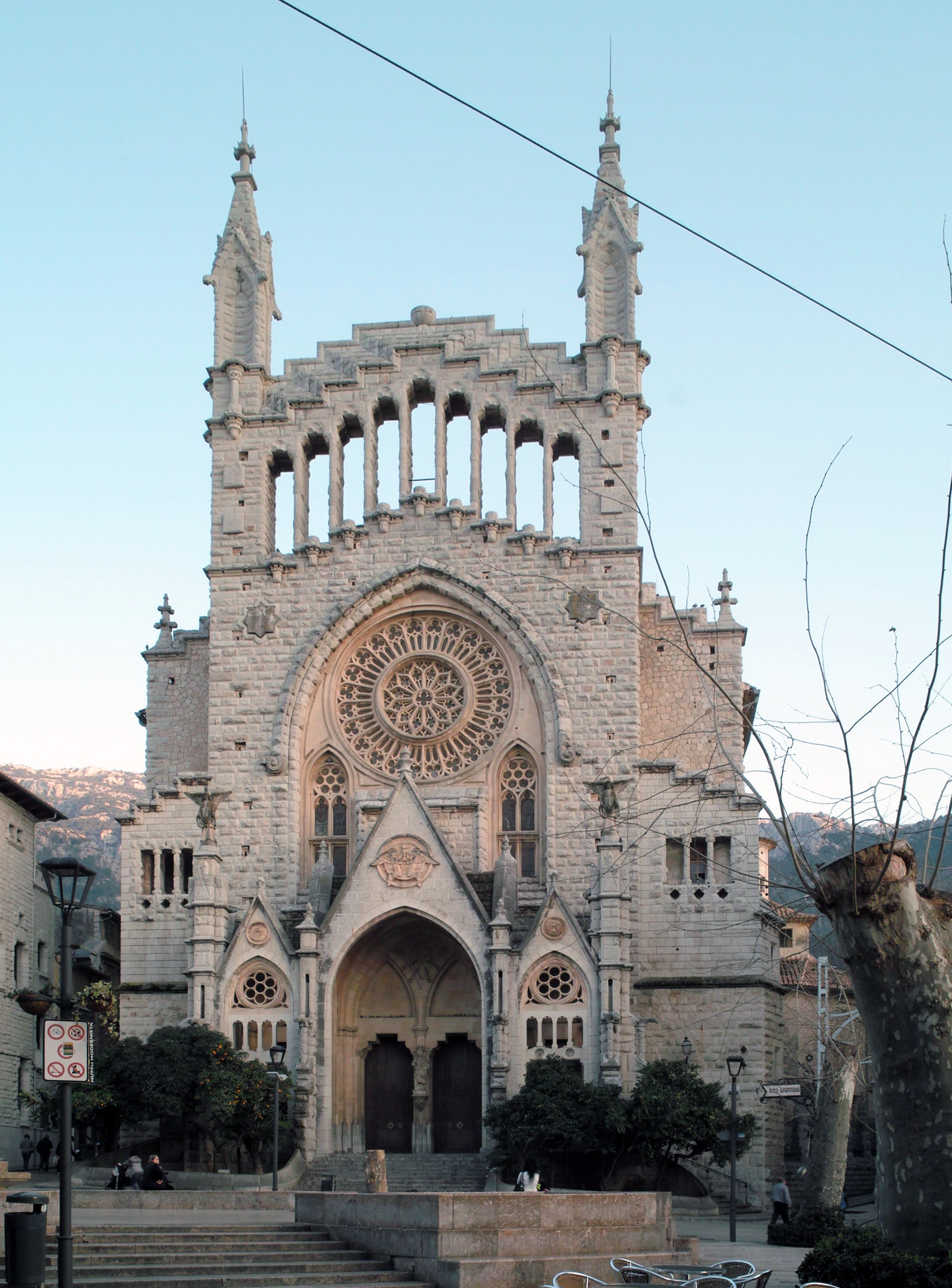
Sant Bartomeu templom

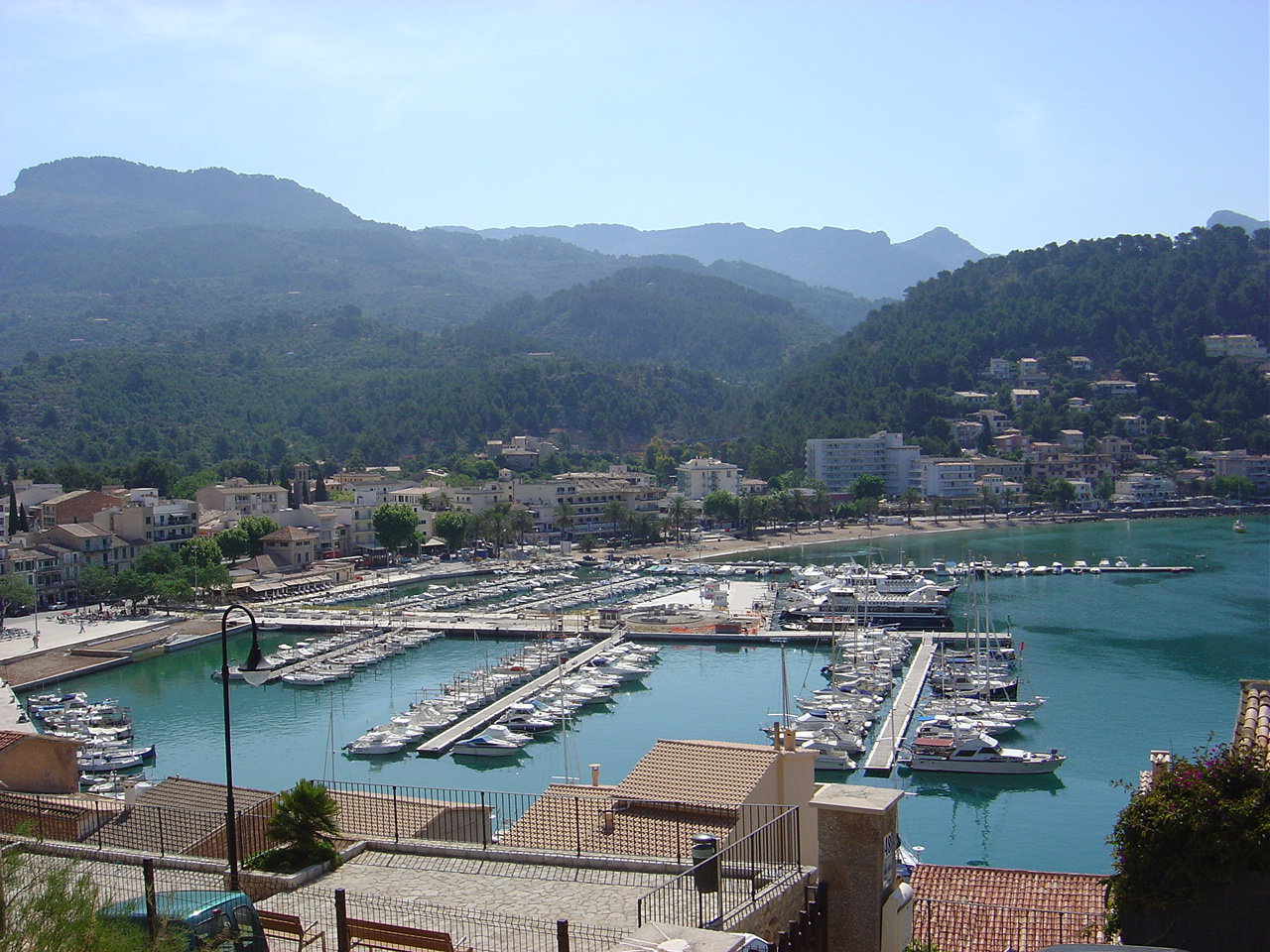
Port of Sóller

Sóller város Mallorca szigetén. Megközelíthető Palmától a Palma–Sóller-vasútvonalon. A városból villamosvonal vezet a közelben található kikötővárosba, Port of Sóllerbe.

## Híres sólleriek
- Gregorio Bausá (1590-1656), festő
- Albert Hauf (1938-), filológus
- Joan Miquel Oliver (1974-), zenész
- Tuni (b. 1982), focista

## Képgaléria

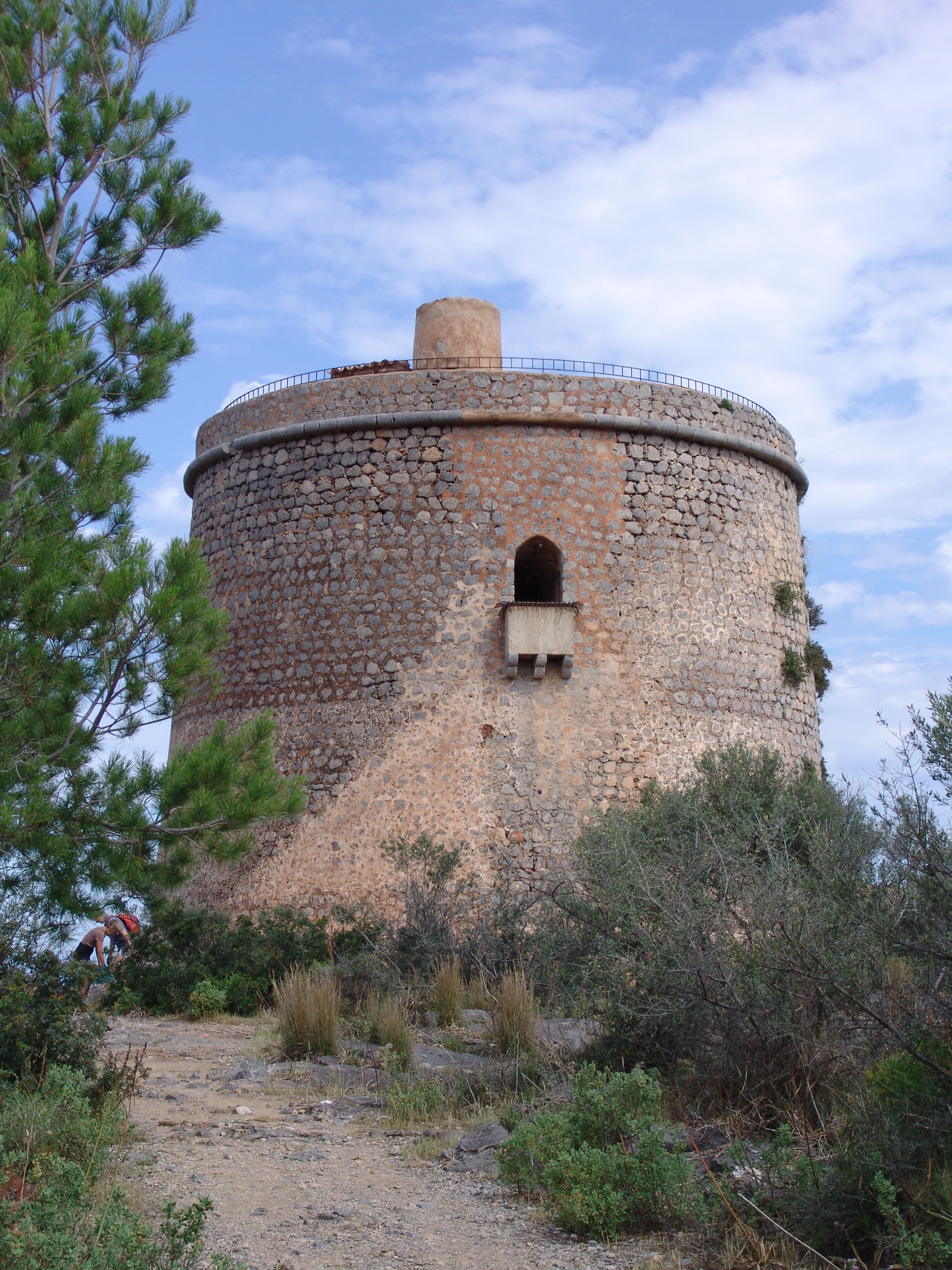
Torre Picada
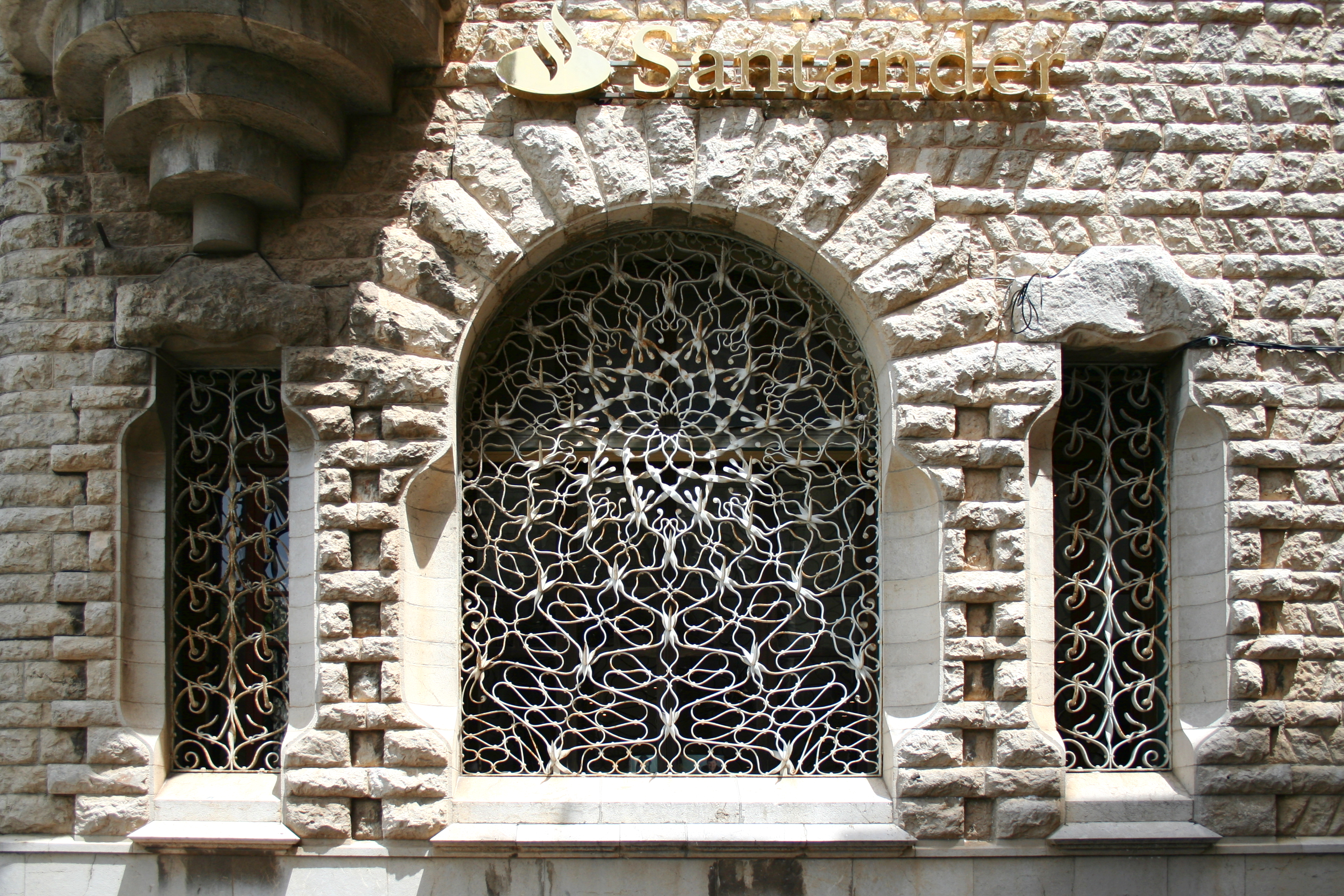
A Banco de Sóller
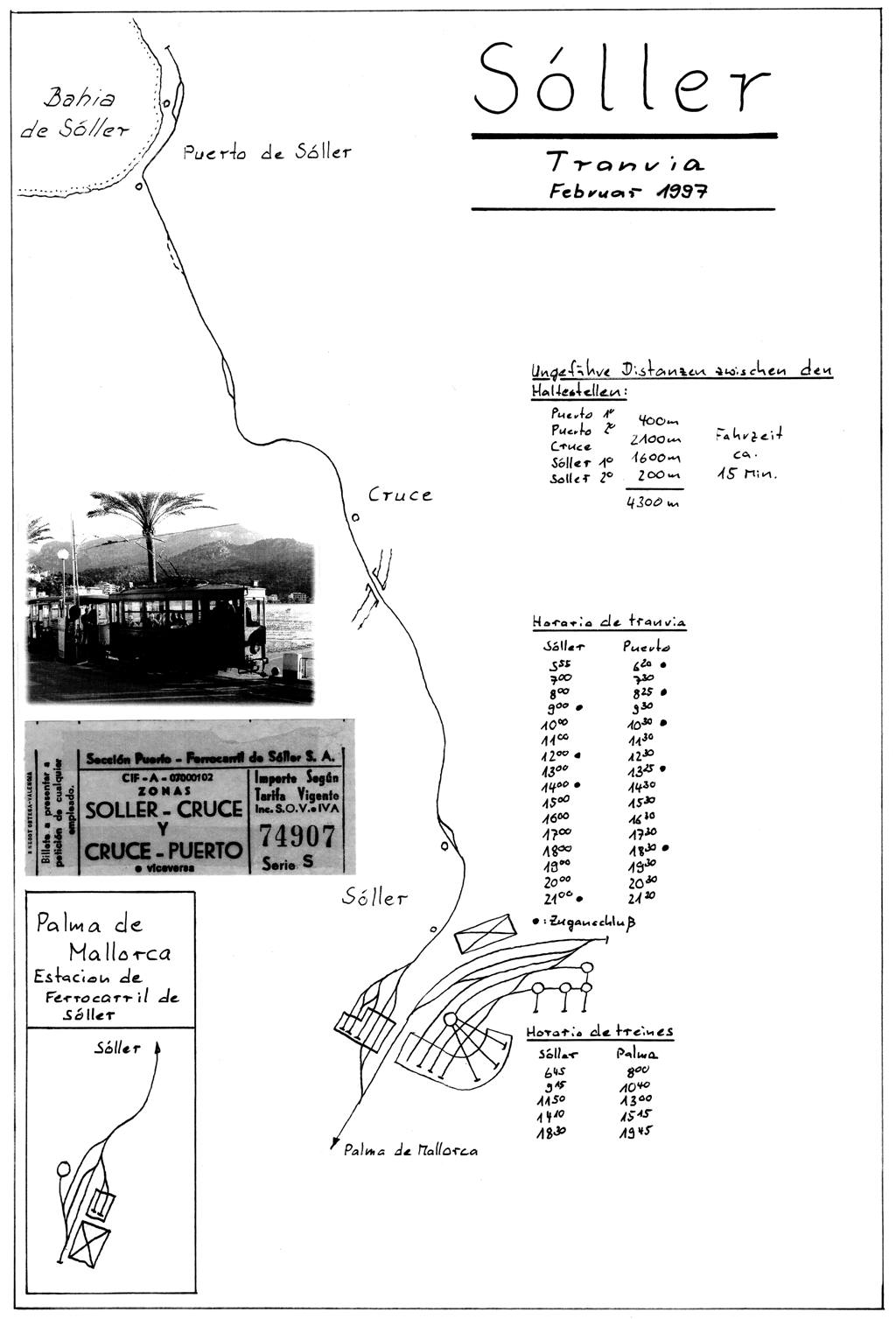
A Sólleri villamos térképe
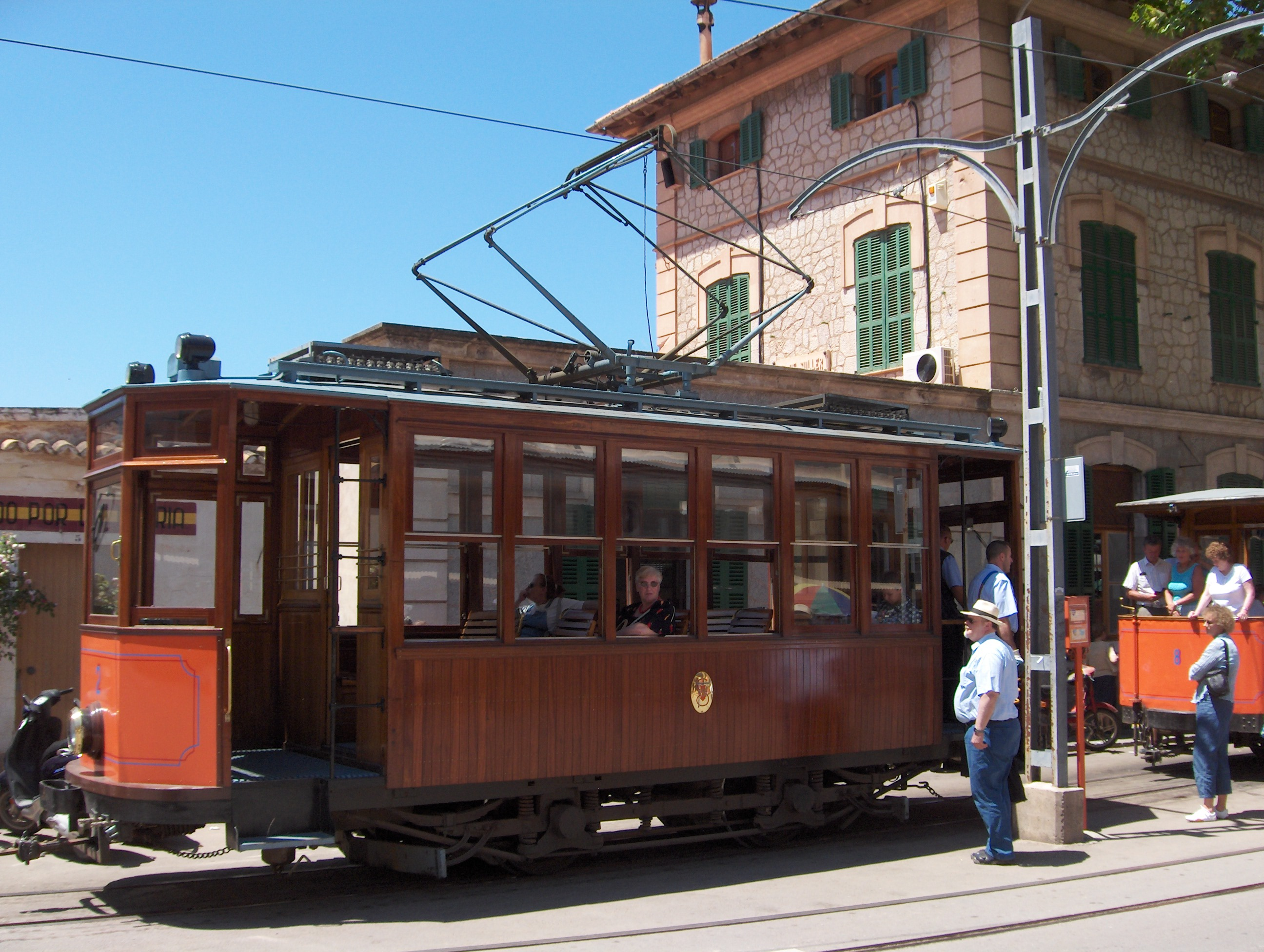
Egy villamos Port of Sóllerben
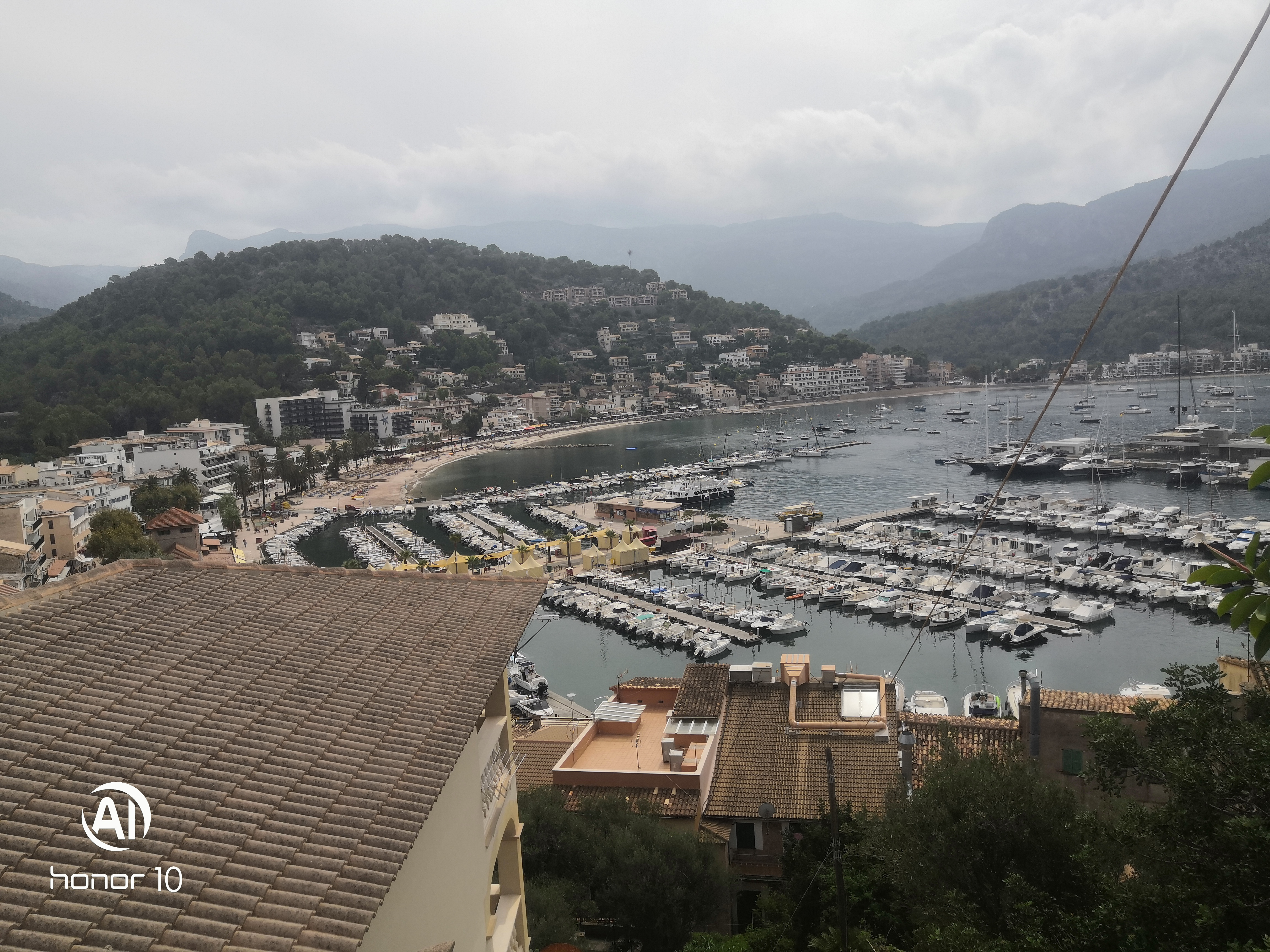
A sólleri öböl

## Népesség
A település lakosságának változását az alábbi diagram mutatja:
| Lakosok száma | 11 705 | 12 140 | 12 847 | 13 942 | 14 148 | 13 842 | 13 791 | 13 705 | 13 491 | 13 744 |
|               | 2001   | 2004   | 2006   | 2009   | 2011   | 2014   | 2016   | 2019   | 2021   | 2024   |

## Külső hivatkozások
- English-language home page of sollernet.com Archiválva 2008. szeptember 14-i dátummal a Wayback Machine-ben
- Sa Mostra - International Folklore Festival Archiválva 2002. augusztus 14-i dátummal a Wayback Machine-ben
- Veu de Sóller (local weekly newspaper), in Catalan
- Setmanari Sóller (local newspaper), in Catalan.
- Ferrocarril de Sóller (Sóller train), in English Archiválva 2005. december 28-i dátummal a Wayback Machine-ben
- Jardín Botánico (botanical garden), in Catalan and Spanish
- Museu de Ciencias Naturales
- Ajuntament de Sóller (Townhall of Sóller), in English

1. ↑  Municipal Register of Spain of 2024